# Raffaele Pieragostini
Raffaele Pieragostini (Sampierdarena, 3 marzo 1899 – Bornasco, 24 aprile 1945) è stato un partigiano e operaio italiano.

## Biografia
Inizia a lavorare sin da piccolo in una azienda metallurgica, partecipando alle lotte operaie e all'attività politica. Dopo il servizio militare, riprese una sempre più attiva partecipazione alla lotta politica, aderendo nel 1922 al PCd'I, continuando in clandestinità dopo le leggi eccezionali.
Il 6 novembre 1927 venne arrestato e poi condannato dal Tribunale speciale a cinque anni di carcere. Ritornato a Genova riprende l'attività politica, ma essendo strettamente controllato dalla polizia lascia l'Italia, in accordo con il partito. Continuerà a svolgere attività politica all'estero, in Francia, Unione Sovietica, Spagna e poi ancora in Francia. Nel 1942 verrà arrestato a Parigi dagli occupanti tedeschi, che lo consegnano alle autorità italiane: il Tribunale speciale lo condanna a 18 anni di reclusione per attività antifascista.
Dopo il 25 luglio 1943, ritorna a Genova, dove riorganizza la Federazione comunista genovese e collabora alla creazione delle prime formazioni partigiane liguri. Sarà vicecomandante militare del CLN della Liguria.
Viene arrestato a Genova il 27 dicembre 1944 e torturato dalle SS nella "Casa dello studente", ma Raffaele Pieragostini non parlerà.
Poco prima dell'insurrezione di Genova, i tedeschi lo prelevano dal carcere di Marassi per condurlo in Germania. Tenta di fuggire, a Pavia, ma viene ucciso con una raffica di mitra da un sottufficiale delle SS.

## Onorificenze

### Riconoscimenti
A lui è stata intitolata una strada di Genova.